# Legends Live: Cannonball Adderley Quintet
Legends Live: Cannonball Adderley Quintet è il 23° album dal vivo di Julian Cannonball Adderley, registrato nel 1969 ma pubblicato dalla Jazzhaus Records nel 2011 e poi nel 2012. La versione in CD contiene tre brani aggiuntivi.

## Tracce

### Vinile da 12"
Lato A
1. Rumpelstiltskin – 12:29 (Joe Zawinul)
2. Sweet Emma – 4:24 (Nat Adderley)
3. Oh Babe – 6:08 (Nat Adderley)

Lato B
1. Why Am I Treated so Bad? – 8:14 (Roebuck Staples)
2. The Painted Desert – 10:14 (Joe Zawinul)
3. Work Song – 5:07 (Nat Adderley)

### CD
1. Rumpelstiltskin – 9:29 (Joe Zawinul)
2. Sweet Emma – 4:32 (Nat Adderley)
3. Somewhere – 4:55 (Leonard Bernstein)
4. Why Am I Treated so Bad? – 8:13 (Roebuck Staples)
5. Painted Deseert – 10:19 (Joe Zawinul)
6. Oh Babe – 6:08 (Nat Adderley)
7. Blue and Boogie – 9:17 (Dizzy Gillespie)
8. Walk Tall – 2:13 (Joe Zawinul)
9. Work Song – 5:07 (Nat Adderley)

## Musicisti
Cannonball Adderley Quintet
- Julian Cannonball Adderley - sassofono alto
- Nat Adderley - tromba
- Joe Zawinul - pianoforte, tastiere
- Victor Gaskin - contrabbasso
- Roy McCurdy - batteria